# .gd
.gd es el dominio de nivel superior geográfico (ccTLD) para Granada.